# Albo d'oro e statistiche della Supercoppa UEFA
Questa voce riporta un approfondimento sull'albo d'oro della Supercoppa UEFA.

## Albo d'oro
In grassetto la squadra campione.
| Edizione                              | Anno               | Data             | Coppa dei Campioni Champions League | Coppa delle Coppe   | Risultato | Sede                             | Spettatori |
| Coppa del Centenario del Rangers F.C. | 1972 non ufficiale | 16 gennaio 1973  | Ajax                                | Rangers             | 3-1       | Glasgow - Ibrox Stadium          | 57 000     |
| Coppa del Centenario del Rangers F.C. | 1972 non ufficiale | 24 gennaio 1973  | Ajax                                | Rangers             | 3-2       | Amsterdam - Olympisch Stadion    | 26 168     |
| I                                     | 1973               | 9 gennaio 1974   | Ajax                                | Milan               | 0-1       | Milano - San Siro                | 15 000     |
| I                                     | 1973               | 16 gennaio 1974  | Ajax                                | Milan               | 6-0       | Amsterdam - Olympisch Stadion    | 25 000     |
|                                       | 1974               | N.D.             | Bayern Monaco                       | Magdeburgo          | N.D.      | N.D.                             | N.D.       |
| II                                    | 1975               | 9 settembre      | Bayern Monaco                       | Dinamo Kiev         | 0-1       | Monaco - Olympiastadion          | 30 000     |
| II                                    | 1975               | 6 ottobre        | Bayern Monaco                       | Dinamo Kiev         | 0-2       | Kiev - Stadio Centrale           | 110 000    |
| III                                   | 1976               | 17 agosto        | Bayern Monaco                       | Anderlecht          | 2-1       | Monaco - Olympiastadion          | 40 000     |
| III                                   | 1976               | 30 agosto        | Bayern Monaco                       | Anderlecht          | 1-4       | Anderlecht - Stadio Émile Versé  | 32 000     |
| IV                                    | 1977               | 22 novembre      | Liverpool                           | Amburgo             | 1-1       | Amburgo - Volksparkstadion       | 16 000     |
| IV                                    | 1977               | 6 dicembre       | Liverpool                           | Amburgo             | 6-0       | Liverpool - Anfield              | 34 931     |
| V                                     | 1978               | 4 dicembre       | Liverpool                           | Anderlecht          | 1-3       | Anderlecht - Stadio Émile Versé  | 35 000     |
| V                                     | 1978               | 19 dicembre      | Liverpool                           | Anderlecht          | 2-1       | Liverpool - Anfield              | 23 598     |
| VI                                    | 1979               | 30 gennaio 1980  | Nottingham Forest                   | Barcellona          | 1-0       | Nottingham - City Ground         | 23 807     |
| VI                                    | 1979               | 5 febbraio 1980  | Nottingham Forest                   | Barcellona          | 1-1       | Barcellona - Camp Nou            | 80 000     |
| VII                                   | 1980               | 25 novembre      | Nottingham Forest                   | Valencia            | 2-1       | Nottingham - City Ground         | 12 463     |
| VII                                   | 1980               | 17 dicembre      | Nottingham Forest                   | Valencia            | 0-1       | Valencia - Estadio Luis Casanova | 29 038     |
|                                       | 1981               | N.D.             | Liverpool                           | Dinamo Tbilisi      | N.D.      | N.D.                             | N.D.       |
| VIII                                  | 1982               | 19 gennaio 1983  | Aston Villa                         | Barcellona          | 0-1       | Barcellona - Camp Nou            | 40 000     |
| VIII                                  | 1982               | 26 gennaio 1983  | Aston Villa                         | Barcellona          | 3-0 (dts) | Birmingham - Villa Park          | 31 750     |
| IX                                    | 1983               | 22 novembre      | Amburgo                             | Aberdeen            | 0-0       | Amburgo - Volksparkstadion       | 15 000     |
| IX                                    | 1983               | 20 dicembre      | Amburgo                             | Aberdeen            | 0-2       | Aberdeen - Pittodrie Stadium     | 22 500     |
| X                                     | 1984               | 16 gennaio 1985  | Liverpool                           | Juventus            | 0-2       | Torino - Stadio Comunale         | 55 834     |
|                                       | 1985               | N.D.             | Juventus                            | Everton             | N.D.      | N.D.                             | N.D.       |
| XI                                    | 1986               | 24 febbraio 1987 | Steaua Bucarest                     | Dinamo Kiev         | 1-0       | Monaco - Stade Louis II          | 8 456      |
| XII                                   | 1987               | 21 novembre 1987 | Porto                               | Ajax                | 1-0       | Amsterdam - Olympisch Stadion    | 27 000     |
| XII                                   | 1987               | 13 gennaio 1988  | Porto                               | Ajax                | 1-0       | Porto - Estádio das Antas        | 50 000     |
| XIII                                  | 1988               | 1º febbraio 1989 | PSV                                 | Malines             | 0-3       | Malines - Achter de Kazerne      | 7 000      |
| XIII                                  | 1988               | 8 febbraio 1989  | PSV                                 | Malines             | 1-0       | Eindhoven - Philips Stadion      | 17 100     |
| XIV                                   | 1989               | 23 novembre      | Milan                               | Barcellona          | 1-1       | Barcellona - Camp Nou            | 50 000     |
| XIV                                   | 1989               | 7 dicembre       | Milan                               | Barcellona          | 1-0       | Milano - Stadio Giuseppe Meazza  | 50 000     |
| XV                                    | 1990               | 10 ottobre       | Milan                               | Sampdoria           | 1-1       | Genova - Stadio Luigi Ferraris   | 25 000     |
| XV                                    | 1990               | 29 novembre      | Milan                               | Sampdoria           | 2-0       | Bologna - Stadio Renato Dall'Ara | 25 000     |
| XVI                                   | 1991               | 19 novembre      | Stella Rossa                        | Manchester Utd      | 0-1       | Manchester - Old Trafford        | 22 110     |
| XVII                                  | 1992               | 10 febbraio 1993 | Barcellona                          | Werder Brema        | 1-1       | Brema - Weserstadion             | 22 098     |
| XVII                                  | 1992               | 10 marzo 1993    | Barcellona                          | Werder Brema        | 2-1       | Barcellona - Camp Nou            | 75 000     |
| XVIII                                 | 1993               | 12 gennaio 1994  | Milan                               | Parma               | 1-0       | Parma - Stadio Ennio Tardini     | 8 083      |
| XVIII                                 | 1993               | 2 febbraio 1994  | Milan                               | Parma               | 0-2 (dts) | Milano - Stadio Giuseppe Meazza  | 24 074     |
| XIX                                   | 1994               | 1º febbraio 1995 | Milan                               | Arsenal             | 0-0       | Londra - Highbury                | 38 044     |
| XIX                                   | 1994               | 8 febbraio 1995  | Milan                               | Arsenal             | 2-0       | Milano - Stadio Giuseppe Meazza  | 23 953     |
| XX                                    | 1995               | 6 febbraio 1996  | Ajax                                | Real Saragozza      | 1-1       | Saragozza - La Romareda          | 17 500     |
| XX                                    | 1995               | 28 febbraio 1996 | Ajax                                | Real Saragozza      | 4-0       | Amsterdam - Olympisch Stadion    | 23 000     |
| XXI                                   | 1996               | 15 gennaio 1997  | Juventus                            | Paris Saint-Germain | 6-1       | Parigi - Parco dei Principi      | 29 519     |
| XXI                                   | 1996               | 5 febbraio 1997  | Juventus                            | Paris Saint-Germain | 3-1       | Palermo - La Favorita            | 35 100     |
| XXII                                  | 1997               | 8 gennaio 1998   | Borussia Dortmund                   | Barcellona          | 0-2       | Barcellona - Camp Nou            | 50 000     |
| XXII                                  | 1997               | 11 marzo 1998    | Borussia Dortmund                   | Barcellona          | 1-1       | Dortmund - Westfalenstadion      | 32 500     |
| XXIII                                 | 1998               | 28 agosto        | Real Madrid                         | Chelsea             | 0-1       | Monaco - Stade Louis II          | 10 000     |
| XXIV                                  | 1999               | 27 agosto        | Manchester Utd                      | Lazio               | 0-1       | Monaco - Stade Louis II          | 12 000     |

| Edizione | Anno | Data         | Champions League    | Coppa UEFA Europa League | Risultato     | Sede                                   | Spettatori |
| XXV      | 2000 | 25 agosto    | Real Madrid         | Galatasaray              | 1-2 (gg)      | Monaco - Stade Louis II                | 15 000     |
| XXVI     | 2001 | 24 agosto    | Bayern Monaco       | Liverpool                | 2-3           | Monaco - Stade Louis II                | 13 824     |
| XXVII    | 2002 | 30 agosto    | Real Madrid         | Feyenoord                | 3-1           | Monaco - Stade Louis II                | 18 284     |
| XXVIII   | 2003 | 29 agosto    | Milan               | Porto                    | 1-0           | Monaco - Stade Louis II                | 16 885     |
| XXIX     | 2004 | 27 agosto    | Porto               | Valencia                 | 1-2           | Monaco - Stade Louis II                | 17 292     |
| XXX      | 2005 | 26 agosto    | Liverpool           | CSKA Mosca               | 3-1 (dts)     | Monaco - Stade Louis II                | 17 042     |
| XXXI     | 2006 | 25 agosto    | Barcellona          | Siviglia                 | 0-3           | Monaco - Stade Louis II                | 17 480     |
| XXXII    | 2007 | 31 agosto    | Milan               | Siviglia                 | 3-1           | Monaco - Stade Louis II                | 17 822     |
| XXXIII   | 2008 | 29 agosto    | Manchester Utd      | Zenit San Pietroburgo    | 1-2           | Monaco - Stade Louis II                | 18 064     |
| XXXIV    | 2009 | 28 agosto    | Barcellona          | Šachtar                  | 1-0 (dts)     | Monaco - Stade Louis II                | 17 738     |
| XXXV     | 2010 | 27 agosto    | Inter               | Atlético Madrid          | 0-2           | Monaco - Stade Louis II                | 17 265     |
| XXXVI    | 2011 | 26 agosto    | Barcellona          | Porto                    | 2-0           | Monaco - Stade Louis II                | 18 048     |
| XXXVII   | 2012 | 31 agosto    | Chelsea             | Atlético Madrid          | 1-4           | Monaco - Stade Louis II                | 14 312     |
| XXXVIII  | 2013 | 30 agosto    | Bayern Monaco       | Chelsea                  | 2-2 (5-4 dtr) | Praga - Eden Aréna                     | 17 686     |
| XXXIX    | 2014 | 12 agosto    | Real Madrid         | Siviglia                 | 2-0           | Cardiff - Cardiff City Stadium         | 30 854     |
| XL       | 2015 | 11 agosto    | Barcellona          | Siviglia                 | 5-4 (dts)     | Tbilisi - Stadio Boris Paichadze       | 51 940     |
| XLI      | 2016 | 9 agosto     | Real Madrid         | Siviglia                 | 3-2 (dts)     | Trondheim - Lerkendal Stadion          | 17 939     |
| XLII     | 2017 | 8 agosto     | Real Madrid         | Manchester Utd           | 2-1           | Skopje - Arena Philip II               | 30 421     |
| XLIII    | 2018 | 15 agosto    | Real Madrid         | Atlético Madrid          | 2-4 (dts)     | Tallinn - A. Le Coq Arena              | 12 424     |
| XLIV     | 2019 | 14 agosto    | Liverpool           | Chelsea                  | 2-2 (5-4 dtr) | Istanbul - Vodafone Arena              | 38 434     |
| XLV      | 2020 | 24 settembre | Bayern Monaco       | Siviglia                 | 2-1 (dts)     | Budapest - Puskás Aréna                | 15 180     |
| XLVI     | 2021 | 11 agosto    | Chelsea             | Villarreal               | 1-1 (6-5 dtr) | Belfast - Windsor Park                 | 10 435     |
| XLVII    | 2022 | 10 agosto    | Real Madrid         | Eintracht Francoforte    | 2-0           | Helsinki - Olympiastadion              | 31 042     |
| XLVIII   | 2023 | 16 agosto    | Manchester City     | Siviglia                 | 1-1 (5-4 dtr) | Il Pireo - Stadio Geōrgios Karaiskakīs | 29 207     |
| XLIX     | 2024 | 14 agosto    | Real Madrid         | Atalanta                 | 2-0           | Varsavia - Stadio nazionale            | 56 042     |
| L        | 2025 | 13 agosto    | Paris Saint-Germain | Tottenham                | 2-2 (4-3 dtr) | Udine - Stadio Friuli                  | 21 025     |

## Vittorie per club
| Vittorie | Nazione                | Club                                             |
| -------- | ---------------------- | ------------------------------------------------ |
| 6        | Spagna (bandiera)      | Real Madrid (2002, 2014, 2016, 2017, 2022, 2024) |
| 5        | Italia (bandiera)      | Milan (1989, 1990, 1994, 2003, 2007)             |
| 5        | Spagna (bandiera)      | Barcellona (1992, 1997, 2009, 2011, 2015)        |
| 4        | Inghilterra (bandiera) | Liverpool (1977, 2001, 2005, 2019)               |
| 3        | Spagna (bandiera)      | Atlético Madrid (2010, 2012, 2018)               |
| 2        | Belgio (bandiera)      | Anderlecht (1976, 1978)                          |
| 2        | Paesi Bassi (bandiera) | Ajax (1973, 1995)                                |
| 2        | Italia (bandiera)      | Juventus (1984, 1996)                            |
| 2        | Spagna (bandiera)      | Valencia (1980, 2004)                            |
| 2        | Germania (bandiera)    | Bayern Monaco (2013, 2020)                       |
| 2        | Inghilterra (bandiera) | Chelsea (1998, 2021)                             |
| 1        | Ucraina (bandiera)     | Dinamo Kiev (1975)                               |
| 1        | Inghilterra (bandiera) | Nottingham Forest (1979)                         |
| 1        | Inghilterra (bandiera) | Aston Villa (1982)                               |
| 1        | Scozia (bandiera)      | Aberdeen (1983)                                  |
| 1        | Romania (bandiera)     | Steaua Bucarest (1986)                           |
| 1        | Portogallo (bandiera)  | Porto (1987)                                     |
| 1        | Belgio (bandiera)      | Malines (1988)                                   |
| 1        | Inghilterra (bandiera) | Manchester Utd (1991)                            |
| 1        | Italia (bandiera)      | Parma (1993)                                     |
| 1        | Italia (bandiera)      | Lazio (1999)                                     |
| 1        | Turchia (bandiera)     | Galatasaray (2000)                               |
| 1        | Spagna (bandiera)      | Siviglia (2006)                                  |
| 1        | Russia (bandiera)      | Zenit San Pietroburgo (2008)                     |
| 1        | Inghilterra (bandiera) | Manchester City (2023)                           |
| 1        | Francia (bandiera)     | Paris Saint-Germain (2025)                       |

## Vittorie per federazione
|                             | Federazione      |    | Squadre                                                                                         |
| --------------------------- | ---------------- | -- | ----------------------------------------------------------------------------------------------- |
| Spagna (bandiera)           | Spagna           | 17 | Real Madrid (6); Barcellona (5); Atlético Madrid (3); Valencia (2); Siviglia (1)                |
| Inghilterra (bandiera)      | Inghilterra      | 10 | Liverpool (4); Chelsea (2); Aston Villa, Manchester City, Manchester Utd, Nottingham Forest (1) |
| Italia (bandiera)           | Italia           | 9  | Milan (5); Juventus (2); Lazio, Parma (1)                                                       |
| Belgio (bandiera)           | Belgio           | 3  | Anderlecht (2); Malines (1)                                                                     |
| Paesi Bassi (bandiera)      | Paesi Bassi      | 2  | Ajax                                                                                            |
| Germania (bandiera)         | Germania         | 2  | Bayern Monaco                                                                                   |
| Portogallo (bandiera)       | Portogallo       | 1  | Porto                                                                                           |
| Francia (bandiera)          | Francia          | 1  | Paris Saint-Germain                                                                             |
| Romania (bandiera)          | Romania          | 1  | Steaua Bucarest                                                                                 |
| Russia (bandiera)           | Russia           | 1  | Zenit San Pietroburgo                                                                           |
| Scozia (bandiera)           | Scozia           | 1  | Aberdeen                                                                                        |
| Turchia (bandiera)          | Turchia          | 1  | Galatasaray                                                                                     |
| Unione Sovietica (bandiera) | Unione Sovietica | 1  | Dinamo Kiev                                                                                     |

## Vittorie per città
Dati aggiornati alla Supercoppa UEFA 2025.
| Città                | Vittorie | Secondi posti | Vincitori                              | Finalisti                             |
| -------------------- | -------- | ------------- | -------------------------------------- | ------------------------------------- |
| Madrid               | 9        | 3             | Real Madrid (6) Atlético Madrid (3)    | Real Madrid (3)                       |
| Barcellona           | 5        | 4             | Barcellona (5)                         | Barcellona (4)                        |
| Milano               | 5        | 3             | Milan (5)                              | Milan (2) Inter (1)                   |
| Liverpool            | 4        | 2             | Liverpool (4)                          | Liverpool (2)                         |
| Londra               | 2        | 5             | Chelsea (2)                            | Chelsea (3) Arsenal (1) Tottenham (1) |
| Monaco di Baviera    | 2        | 3             | Bayern Monaco (2)                      | Bayern Monaco (3)                     |
| Manchester           | 2        | 3             | Manchester Utd (1) Manchester City (1) | Manchester Utd (3)                    |
| Amsterdam            | 2        | 1             | Ajax (2)                               | Ajax (1)                              |
| Bruxelles            | 2        | 0             | Anderlecht (2)                         |                                       |
| Torino               | 2        | 0             | Juventus (2)                           |                                       |
| Valencia             | 2        | 0             | Valencia (2)                           |                                       |
| Siviglia             | 1        | 6             | Siviglia (1)                           | Siviglia (6)                          |
| Porto                | 1        | 3             | Porto (1)                              | Porto (3)                             |
| Nottingham           | 1        | 1             | Nottingham Forest (1)                  | Nottingham Forest (1)                 |
| Kiev                 | 1        | 1             | Dinamo Kiev (1)                        | Dinamo Kiev (1)                       |
| Parigi               | 1        | 1             | Paris Saint-Germain (1)                | Paris Saint-Germain (1)               |
| Aberdeen             | 1        | 0             | Aberdeen (1)                           |                                       |
| Birmingham           | 1        | 0             | Aston Villa (1)                        |                                       |
| Bucarest             | 1        | 0             | Steaua Bucarest (1)                    |                                       |
| Mechelen             | 1        | 0             | Malines (1)                            |                                       |
| Parma                | 1        | 0             | Parma (1)                              |                                       |
| Roma                 | 1        | 0             | Lazio (1)                              |                                       |
| San Pietroburgo      | 1        | 0             | Zenit San Pietroburgo (1)              |                                       |
| Istanbul             | 1        | 0             | Galatasaray (1)                        |                                       |
| Amburgo              | 0        | 2             |                                        | Amburgo (2)                           |
| Belgrado             | 0        | 1             |                                        | Stella Rossa (1)                      |
| Dortmund             | 0        | 1             |                                        | Borussia Dortmund (1)                 |
| Rotterdam            | 0        | 1             |                                        | Feyenoord (1)                         |
| Eindhoven            | 0        | 1             |                                        | PSV (1)                               |
| Genova               | 0        | 1             |                                        | Sampdoria (1)                         |
| Brema                | 0        | 1             |                                        | Werder Brema (1)                      |
| Saragozza            | 0        | 1             |                                        | Real Saragozza (1)                    |
| Donec'k              | 0        | 1             |                                        | Šachtar (1)                           |
| Mosca                | 0        | 1             |                                        | CSKA Mosca (1)                        |
| Vila-real            | 0        | 1             |                                        | Villarreal (1)                        |
| Francoforte sul Meno | 0        | 1             |                                        | Eintracht Francoforte (1)             |
| Bergamo              | 0        | 1             |                                        | Atalanta (1)                          |

### Distribuzione dei successi
Dati aggiornati alla Supercoppa UEFA 2025.
| Trofeo detenuto                                          | Vincitori | Finali disputate |
| -------------------------------------------------------- | --------- | ---------------- |
| Detentori della Coppa dei Campioni/UEFA Champions League | 30        | 50               |
| Detentori della Coppa delle Coppe UEFA (fino al 1999)    | 12        | 24               |
| Detentori della Coppa UEFA/Europa League (dal 2000)      | 8         | 26               |

## Statistiche

### Record di presenze
| Presenze | Nome                  | Anni      | Squadre                                |
| -------- | --------------------- | --------- | -------------------------------------- |
| 8        | Alessandro Costacurta | 1989-1994 | Milan (8)                              |
| 8        | Roberto Donadoni      | 1989-1994 | Milan (8)                              |
| 7        | Paolo Maldini         | 1989-2007 | Milan (7)                              |
| 7        | Daniele Massaro       | 1989-1994 | Milan (7)                              |
| 7        | Mauro Tassotti        | 1989-1994 | Milan (7)                              |
| 6        | Franco Baresi         | 1990-1994 | Milan (6)                              |
| 6        | Arie Haan             | 1973-1978 | Ajax (2), Anderlecht (4)               |
| 6        | Luka Modrić           | 2014-2024 | Real Madrid (6)                        |
| 5        | Dani Alves            | 2006-2015 | Siviglia (2), Barcellona (3)           |
| 5        | Karim Benzema         | 2014-2022 | Real Madrid (5)                        |
| 5        | Marcel Desailly       | 1993-1998 | Milan (4), Chelsea (1)                 |
| 5        | Albert Ferrer         | 1992-1998 | Barcellona (4), Chelsea (1)            |
| 5        | Ronald Koeman         | 1988-1992 | PSV (2), Barcellona (3)                |
| 5        | Toni Kroos            | 2013-2022 | Bayern Monaco (1), Real Madrid (4)     |
| 5        | Attilio Lombardo      | 1990-1999 | Sampdoria (2), Juventus (2), Lazio (1) |
| 5        | Phil Neal             | 1977-1984 | Liverpool (5)                          |

### Record di reti
| Reti | Nome                  | Anni      | Squadre                  |
| ---- | --------------------- | --------- | ------------------------ |
| 3    | Oleh Blochin          | 1975-1986 | Dinamo Kiev (3)          |
| 3    | David Fairclough      | 1977-1978 | Liverpool (3)            |
| 3    | Radamel Falcao        | 2012      | Atlético Madrid (3)      |
| 3    | Arie Haan             | 1973-1978 | Ajax (1), Anderlecht (2) |
| 3    | Terry McDermott       | 1977-1978 | Liverpool (3)            |
| 3    | Lionel Messi          | 2006-2015 | Barcellona (3)           |
| 3    | Gerd Müller           | 1975-1976 | Bayern Monaco (3)        |
| 3    | Rob Rensenbrink       | 1976-1978 | Anderlecht (3)           |
| 3    | François Van der Elst | 1976-1978 | Anderlecht (3)           |

### Allenatori plurivincitori
| Vittorie | Nome             | Edizioni e Squadre                                                  | Note                                            |
| -------- | ---------------- | ------------------------------------------------------------------- | ----------------------------------------------- |
| 5        | Carlo Ancelotti  | Milan (2003, 2007) Real Madrid (2014, 2022, 2024)                   | Ha vinto la Supercoppa UEFA anche da calciatore |
| 4        | Pep Guardiola    | Barcellona (2009, 2011) Bayern Monaco (2013) Manchester City (2023) | Ha vinto la Supercoppa UEFA anche da calciatore |
| 2        | Raymond Goethals | Anderlecht (1976, 1978)                                             |                                                 |
| 2        | Alex Ferguson    | Aberdeen (1983) Manchester Utd (1991)                               |                                                 |
| 2        | Arrigo Sacchi    | Milan (1989, 1990)                                                  |                                                 |
| 2        | Louis van Gaal   | Ajax (1995) Barcellona (1997)                                       |                                                 |
| 2        | Zinédine Zidane  | Real Madrid (2016, 2017)                                            | Ha vinto la Supercoppa UEFA anche da calciatore |
| 2        | Diego Simeone    | Atlético Madrid (2012, 2018)                                        | Ha vinto la Supercoppa UEFA anche da calciatore |
| 2        | Luis Enrique     | Barcellona (2015) Paris Saint-Germain (2025)                        | Ha vinto la Supercoppa UEFA anche da calciatore |

### Altri record
- Lo scarto massimo di gol per singolo incontro (6) è stato conseguito due volte, sempre con la formula a doppia partita e sempre in quella di ritorno: nell'edizione 1973 fu l'Ajax a battere il Milan 6-0 il 16 gennaio 1974 all'Olympisch Stadion di Amsterdam; in quella del 1977 fu il Liverpool a battere 6-0 l'Amburgo il 6 dicembre 1977 ad Anfield.
- Lo scarto massimo di gol complessivo (7) è detenuto dalla Juventus che, nell'edizione 1996 della Supercoppa, sconfisse per un 9-2 cumulativo il Paris Saint-Germain, così ripartito: 6-1 al Parco dei Principi di Parigi il 15 gennaio 1997, 3-1 allo Stadio Renzo Barbera di Palermo il 5 febbraio 1997.
- Alla citata edizione appartengono anche i record di incontro disputato con la vecchia formula (andata e ritorno) che ha registrato il maggior numero di gol (7), e di edizione con il maggior numero di gol in assoluto (11).
- All'edizione 2015 che si è disputata tra Barcellona e Siviglia appartiene il record assoluto di gol segnati in gara unica (8 dopo i tempi regolamentari, 9 dopo i tempi supplementari). Questa edizione ha rappresentato il primo caso in cui due squadre della stessa nazione si sono affrontate nella competizione per la seconda volta (il primo confronto risaliva al 2006) con una vittoria a testa (per il Siviglia nel 2006 e per il Barcellona nel 2015). Nell'edizione 2016 si è verificato il secondo caso, con Real Madrid e Siviglia avversarie, dopo esserlo già state nel 2014 (in questo caso c'è stata la vittoria dei madrileni in entrambe le edizioni), terza edizione consecutiva con due squadre della stessa nazione a contendersi il trofeo.
- Relativamente ai club che hanno vinto la Supercoppa più di una volta: il Milan, secondo per numero di successi (a pari merito con il Barcellona e dietro il Real Madrid), ha sempre vinto il trofeo quando si è presentato da campione d'Europa (5 volte), escludendo il 1993 dove prese il posto dell'Olympique Marsiglia, perdendo. Assieme ai rossoneri, anche il Real Madrid ha vinto la Supercoppa soltanto da campione d'Europa in carica (6 volte), così come l'Ajax e il Bayern Monaco (2 volte);  l'Anderlecht, invece, vanta le sue vittorie (2) da campione uscente della Coppa delle Coppe; l'Atlético Madrid, infine, ha conseguito le sue vittorie (3) come detentore dell'Europa League.
- A tal proposito, a titolo di curiosità statistica, è interessante notare come sia l'ultima edizione che ha visto partecipante la squadra vincitrice della Coppa delle Coppe che la prima che ha visto partecipante la squadra vincitrice della Coppa UEFA sono state perse dalla squadra campione d'Europa (nel 1999 vinse la Lazio che sconfisse il Manchester United, nel 2000 il Galatasaray che sconfisse il Real Madrid).
- La citata edizione del 2000 tra Galatasaray e Real Madrid ha visto, tra l'altro, l'unico incontro della storia della Supercoppa risolto al golden goal (2-1).
- Dopo sette finali perse (il Bayern Monaco ne ha perse tre, l'Amburgo due, il Werder Brema e il Borussia Dortmund una ciascuno), e la mancata disputa dell'edizione del 1974 tra il Bayern Monaco ed il Magdeburgo (che si affrontarono, tuttavia, in Coppa dei Campioni), la prima vittoria di un club della Germania si è avuta solo nel 2013, con la squadra bavarese che ha battuto il Chelsea ai tiri di rigore.
- In otto edizioni la Supercoppa è stata disputata tra squadre appartenenti alla stessa Federazione. Nei primi due casi, entrambi al tempo del doppio incontro, le squadre furono italiane e in entrambe le occasioni una delle contendenti fu il Milan, sempre in qualità di vincitore della Coppa Campioni/Champions League, la prima volta (1990) vincitore contro la Sampdoria, la seconda (1993) sconfitto dal Parma,[14] anche se va rilevato che in tale occasione la squadra rossonera si presentava da supplente, essendo l'incontro previsto Olympique Marsiglia - Parma (il club francese, campione d'Europa 1993, fu squalificato dall'UEFA a seguito di episodi di corruzione avvenuti nel campionato francese a opera del presidente Bernard Tapie).[15][16] Negli altri sei casi, cinque volte si sono affrontate squadre spagnole, in occasione della Supercoppa 2006, Siviglia - Barcellona 3-0, in occasione della Supercoppa 2014 che ha visto impegnate Real Madrid - Siviglia (terminata per 2-0 per i madrileni), di nuovo avversarie nella Supercoppa 2016 (ancora successo dei madrileni, 3-2 dopo i supplementari), nella Supercoppa 2015 che ha visto nuovamente protagoniste Barcellona - Siviglia (terminata 5-4 in favore dei catalani dopo i tempi supplementari) e nella Supercoppa 2018, Real Madrid - Atlético Madrid (terminata 4-2 a favore dell'Atlético Madrid dopo i tempi supplementari), primo derby cittadino nella storia della competizione e nel 2019 il primo confronto tra due squadre inglesi, Liverpool e Chelsea, concluso con la vittoria dei Reds ai tiri di rigore.[14]
- Con la partecipazione alla Supercoppa 2016 il Siviglia è stata la prima squadra a disputare per tre volte consecutive la competizione, record poi eguagliato dal Real Madrid, partecipe nel 2016, 2017 e 2018. L'edizione del 2016 è stata, inoltre, la terza consecutiva giocata tra due squadre della stessa nazione: per la squadra andalusa si è trattato della quarta sconfitta consecutiva in Supercoppa su cinque partecipazioni, record di sconfitte consecutive e complessive nella competizione che è ulteriormente peggiorato - 6 su un totale di 7 partecipazioni - dopo aver preso parte alle edizioni 2020 e 2023 in qualità di detentrice dell'Europa League.
- Più di un club ha partecipato alla Supercoppa sia da campione d'Europa che da vincitore della Coppa delle Coppe o della Coppa UEFA. Tra le curiosità statistiche c'è quella dell'Amburgo che ha partecipato all'edizione 1977 da vincitore della Coppa delle Coppe e nel 1983 da campione d'Europa, venendo sconfitto in entrambi i casi. Più statisticamente notevole invece il Porto (comunque vincitore dell'edizione 1987), che si è presentato due volte consecutive alla Supercoppa, nel 2003 da vincitore della Coppa UEFA e l'anno successivo da campione d'Europa, venendo sconfitto in entrambe le occasioni.
- Il Chelsea (vincitore del trofeo nel 1998 e nel 2021), come già accaduto precedentemente al Porto, si è presentato due volte consecutive alla Supercoppa, nel 2012 da vincitore della Champions League e l'anno successivo da detentore dell'Europa League, venendo sconfitto in entrambe le occasioni, la seconda ai tiri di rigore. La squadra londinese si è ripresentata di nuovo in Supercoppa nel 2019 contro il Liverpool da detentore dell'Europa League, perdendo nuovamente il trofeo ai tiri di rigore (terza sconfitta consecutiva in Supercoppa e seconda ai tiri di rigore). Il Chelsea nel 2021 ha vinto la sua seconda Supercoppa UEFA ai tiri di rigore contro il Villarreal. Una situazione analoga si è verificata successivamente per il Siviglia, vincitore nel 2006, sconfitto consecutivamente nel 2014, nel 2015 e nel 2016 (dopo aver già perso nel 2007).
- Solo tre club hanno vinto la Supercoppa sia da campioni d'Europa che da detentori della Coppa delle Coppe o della Coppa UEFA: il Liverpool nel 1977, nel 2005 e nel 2019  da campione d'Europa e nel 2001 da vincitore della Coppa UEFA; la Juventus nel 1984 (vincitore della Coppa delle Coppe) e nel 1996 (campione d'Europa), così come il Barcellona nel 1992, nel 2009, nel 2011 e nel 2015 (campione d'Europa), e nel 1997 (vincitore della Coppa delle Coppe). C'è poi un caso particolare, quello del Valencia, che vede il club spagnolo quale unico ad aver partecipato e anche ad aver vinto più di una volta la Supercoppa senza essersi mai laureato campione d'Europa: nel 1980 da vincitore della Coppa delle Coppe e nel 2004 da vincitore della Coppa UEFA.
- La Supercoppa, fino al 2012, è stato l'unico torneo ufficiale dell'UEFA a livello sia di club che di nazionali a non essere deciso ai tiri di rigore[14] sebbene il regolamento lo prevedesse, in caso di parità al termine dei tempi supplementari. Nel 2013 è successo per la prima volta che una squadra ha vinto ai tiri di rigore, seguito dalle edizioni 2019, 2021, 2023 e 2025. In tre casi su cinque una delle due squadre a contendersi il trofeo è stata il Chelsea (sconfitto nel 2013 e nel 2019, vincitore nel 2021).
- Per quanto riguarda, invece, il sistema di assegnazione con doppio incontro, solo in un'occasione la Supercoppa fu decisa secondo la regola dei gol segnati fuori casa (1980, Nottingham Forest - Valencia 2-1 e 0-1, vittoria al Valencia).
- I giocatori che vantano il maggior numero di Supercoppe vinte sono Paolo Maldini e Toni Kroos (quest'ultimo con due squadre diverse: Bayern Monaco e Real Madrid) con 5 vittorie, anche se entrambi non hanno giocato in una di queste finali, rispettivamente nel 2007 e nel 2016. Dietro di loro, con 4 trofei, Alessandro Costacurta (gli stessi di Maldini tranne l'edizione del 2007), Luka Modrić, Karim Benzema, Daniel Carvajal, Nacho, Mateo Kovačić (con tre club diversi Real Madrid, Chelsea e Manchester City) e Dani Alves (con due club diversi Siviglia e Real Madrid). A seguire, con 3 trofei, Marcelo, Raphaël Varane, Sergio Ramos, Casemiro, Isco, Lucas Vázquez, Marco Asensio, Keylor Navas, Gareth Bale, David Alaba (con due club diversi Bayern Monaco e Real Madrid) e l'olandese Arie Haan con 3 (più una non ufficiale nel 1972) con due club diversi: l'Ajax nel 1973 e l'Anderlecht nel 1976 e 1978.
- La finale dell'edizione 2009 ha messo a confronto il Barcellona e lo Šachtar che si erano già incontrate nel girone C di Champions League. L'andata fu vinta dai catalani per 2-1 in Ucraina mentre il ritorno fu vinto per 3-2 dallo Šachtar al Camp Nou. Il Barcellona ha vinto l'edizione 2009 battendo dopo i tempi supplementari per 1-0 lo Šachtar.
- Con la partecipazione del 2013, il Chelsea è stata la prima squadra che abbia disputato la competizione come detentore di tre diversi trofei, avendo partecipato nel 1998 quale vincitore della Coppa delle Coppe (vittoria), nel 2012 quale vincitore della Champions League (sconfitta) e nel 2013 da detentore dell'Europa League (sconfitta ai rigori). Tale edizione ha riproposto la finale di Champions del 2012, quando i Blues vinsero in casa del Bayern Monaco ai tiri di rigore. Ha partecipato anche nel 2019, come detentore dell'Europa League, perdendo ancora il trofeo ai tiri di rigore, contro i connazionali del Liverpool e poi nel 2021, di nuovo da detentore della Champions League, superando ai tiri di rigore il Villarreal. L'avere disputato la Supercoppa UEFA da detentore di tre diversi trofei è un risultato che è stato eguagliato dal Manchester United, quando il club inglese, vincendo l'Europa League per la prima volta, ha conteso la Supercoppa nell'edizione 2017 agli spagnoli del Real Madrid, squadra campione d'Europa in carica (sconfitta). Infatti, i Red Devils si sono presentati per giocarsi la Supercoppa europea in altre tre occasioni: nel 1991 da detentori della Coppa delle Coppe contro la Stella Rossa (vittoria); nel 1999 da detentori della Champions League contro gli italiani della Lazio, vincitrice della Coppa delle Coppe, e nel 2008, sempre da vincitori della Champions League, contro i russi detentori dell'Europa League dello Zenit San Pietroburgo, perdendo in entrambe le occasioni.
- Il Real Madrid è una delle due squadre che ha disputato più finali di Supercoppa, nove (sei vinte e tre perse), insieme al Barcellona (cinque vinte e quattro perse). Le due squadre spagnole sono seguite dal Milan con sette (cinque vinte e due perse). Il Siviglia è la squadra che ne ha perse di più (sei, tutte consecutive), in rapporto al numero di finali disputate (sette).
- La nazione che ha vinto più volte il trofeo, al 2025, è la Spagna (17), con cinque squadre diverse (Barcellona, Real Madrid, Atlético Madrid, Valencia, Siviglia), seguita dall'Inghilterra (dieci trofei, con sei squadre, Liverpool, Chelsea, Aston Villa, Manchester City, Manchester United, Nottingham Forest) e dall'Italia (nove successi; dal computo è esclusa l'edizione 1985, consegnata dalla UEFA alla Juventus in maniera non ufficiale), con quattro squadre diverse (Milan, Juventus, Parma, Lazio)
- La vittoria del trofeo con sei squadre diverse è un record detenuto dall'Inghilterra (dieci trofei, con Liverpool (quattro vittorie), Chelsea (due vittorie), Manchester City, Manchester United, Aston Villa, Nottingham Forest, tutte e quattro a quota una vittoria).
- La Spagna detiene il record di vittorie consecutive (cinque dal 2014 al 2018, con una vittoria del Barcellona, una dell'Atlético Madrid e tre del Real Madrid).
- Madrid e Manchester sono le uniche città europee ad avere vinto il trofeo con due squadre diverse (Real Madrid ed Atlético per Madrid, Manchester United e Manchester City per Manchester). Madrid è inoltre l'unica città ad aver visto protagoniste le sue due squadre in una finale, nell'edizione 2018. I nove successi complessivi delle squadre madrilene (Real Madrid 6, Atlético Madrid 3) costituiscono il primato di vittorie complessive del trofeo (nove), seguita da Milano e Barcellona (che hanno ottenuto i loro successi con una sola squadra, Milan e Barcellona rispettivamente, con cinque vittorie a testa).
- Oltre a Madrid e Manchester, anche Milano è tra le città che hanno disputato almeno una finale con due squadre diverse (con Milan ed Inter).
- Con l'edizione 2025 Londra è diventata la prima città ad avere avuto tre squadre diverse che hanno disputato almeno una finale di Supercoppa europea (Chelsea, Arsenal, Tottenham).
- Nell'edizione 2018 si sono affrontate per la prima volta nella storia della competizione due squadre della stessa città (Real Madrid ed Atlético Madrid), entrambe già vincitrici del trofeo in precedenza. Le due squadre erano già state protagoniste di due finali di Champions League (2014 e 2016). In tutti e tre i casi, la partita è arrivata almeno ai tempi supplementari (nel 2016 la finale di Champions League si è decisa ai tiri di rigore).
- Nell'edizione 2024 Carlo Ancelotti è diventato il primo allenatore a vincere il trofeo per cinque volte (due col Milan e tre col Real Madrid). Egli è seguito da Josep Guardiola, vincitore per quattro volte (due col Barcellona, una col Bayern Monaco e una col Manchester City). Entrambi l'hanno pure vinta da giocatori. Alex Ferguson (una con l'Aberdeen e una con il Manchester United), Louis Van Gaal (una con l'Ajax e una con il Barcellona), Arrigo Sacchi (due con il Milan), Zinédine Zidane (due con il Real Madrid) e Luis Enrique (una con il Barcellona e una con il Paris Saint-Germain) sono gli allenatori che hanno vinto il trofeo due volte. Sacchi e Zidane sono gli unici ad aver vinto due edizioni consecutive del trofeo.
- Con la vittoria dell'edizione 2024 il Real Madrid è diventata la prima squadra a vincere il trofeo per sei volte, superando Barcellona e Milan (entrambe ferme a quota cinque successi).
- Le 50 edizioni ufficiali della Supercoppa disputate fino ad oggi (2025) vedono la vittoria in 30 di esse della squadra campione d'Europa;[17] le rimanenti 20 sono state appannaggio per 12 volte (fino al 1999) della vincitrice della Coppa delle Coppe e per 8 volte (dal 2000) della vincitrice della Coppa UEFA/Europa League.

### Stadi
Elenco degli stadi in cui si sono disputate almeno due Supercoppe UEFA.
| Numero di partite | Nome                            | Edizioni                                                                                       |
| ----------------- | ------------------------------- | ---------------------------------------------------------------------------------------------- |
| 16                | Monaco - Stade Louis II         | 1986, 1998, 1999, 2000, 2001, 2002, 2003, 2004, 2005, 2006, 2007, 2008, 2009, 2010, 2011, 2012 |
| 5                 | Barcellona - Camp Nou           | 1979, 1982, 1989, 1992, 1997                                                                   |
| 4                 | Amsterdam - Olympisch Stadion   | 1972, 1973, 1987, 1995                                                                         |
| 4                 | Milano - Stadio Giuseppe Meazza | 1973, 1989, 1993, 1994                                                                         |
| 2                 | Monaco - Olympiastadion         | 1975, 1976                                                                                     |
| 2                 | Bruxelles - Stadio Émile Versé  | 1976, 1978                                                                                     |
| 2                 | Liverpool - Anfield             | 1977, 1978                                                                                     |
| 2                 | Amburgo - Volksparkstadion      | 1977, 1983                                                                                     |
| 2                 | Nottingham - City Ground        | 1979, 1980                                                                                     |